# Finale Jaarbeursstedenbeker 1963
De finale van de Jaarbeursstedenbeker van het seizoen 1962/63 werd gehouden op 12 en 26 juni 1963. Titelverdediger Valencia CF nam het op tegen het Joegoslavische Dinamo Zagreb.
De heenwedstrijd vond plaats in het Maksimirstadion in Zagreb. Het duel werd met 1-2 gewonnen door de Spanjaarden. De terugwedstrijd in het Estadio Mestalla werd eveneens door Valencia gewonnen: 2-0. Het was de tweede keer op rij dat Valencia de Jaarbeursstedenbeker in ontvangst mocht nemen.

## Wedstrijdgegevens
|              |               |       |                       |                                                                                      |
| 12 juni 1963 | Dinamo Zagreb | 1 – 2 | Valencia CF           | Maksimirstadion, Zagreb Toeschouwers: 40.000 Scheidsrechter: Giuseppe Adami (Italië) |
| 12 juni 1963 | Zambata 13'   |       | 64' Waldo 67' Urtiaga | Maksimirstadion, Zagreb Toeschouwers: 40.000 Scheidsrechter: Giuseppe Adami (Italië) |

| Dinamo Zagreb:   |    |                 |
|                  |    |                 |
| GK               | 1  | Zlatko Škorić   |
| RB               | 2  | Rudolf Belin    |
| CB               | 5  | Mirko Braun     |
| CB               | 6  | Marijan Biscam  |
| LB               | 3  | Vlatko Marković |
| CM               | 4  | Željko Perušić  |
| CM               | 8  | Zdenko Kobešćak |
| RW               | 7  | Slaven Zambata  |
| CF               | 9  | Tomislav Knez   |
| CF               | 10 | Željko Matuš    |
| LW               | 11 | Stjepan Lamza   |
| Coach:           |    |                 |
| Milan Antolković |    |                 |

| Valencia CF:       |    |                          |
|                    |    |                          |
| GK                 | 1  | Ricardo Zamora de Grassa |
| RB                 | 2  | Vicente Piquer           |
| CB                 | 5  | Chicão                   |
| CB                 | 6  | Paquito                  |
| LB                 | 3  | Juan Carlos Quincoces    |
| CM                 | 4  | José Sastre              |
| CM                 | 8  | Daniel Mañó              |
| RW                 | 7  | José María Sánchez Lage  |
| CF                 | 9  | Waldo                    |
| CF                 | 10 | Enrique Ribelles         |
| LW                 | 11 | José Antonio Urtiaga     |
| Coach:             |    |                          |
| Alejandro Scopelli |    |                          |

|              |                    |       |               |                                                                                         |
| 26 juni 1963 | Valencia CF        | 2 – 0 | Dinamo Zagreb | Estadio Mestalla, Valencia Toeschouwers: 55.000 Scheidsrechter: Kevin Howley (Engeland) |
| 26 juni 1963 | Mañó 68' Núñez 78' |       |               | Estadio Mestalla, Valencia Toeschouwers: 55.000 Scheidsrechter: Kevin Howley (Engeland) |

| Valencia CF:       |    |                          |
|                    |    |                          |
| GK                 | 1  | Ricardo Zamora de Grassa |
| RB                 | 2  | Vicente Piquer           |
| CB                 | 5  | Chicão                   |
| CB                 | 6  | Paquito                  |
| LB                 | 3  | Juan Carlos Quincoces    |
| CM                 | 4  | José Sastre              |
| CM                 | 8  | Daniel Mañó              |
| RW                 | 7  | José María Sánchez Lage  |
| CF                 | 9  | Waldo                    |
| CF                 | 10 | Enrique Ribelles         |
| LW                 | 11 | Héctor Núñez             |
| Coach:             |    |                          |
| Alejandro Scopelli |    |                          |

| Dinamo Zagreb:   |    |                 |
|                  |    |                 |
| GK               | 1  | Zlatko Škorić   |
| RB               | 2  | Rudolf Belin    |
| CB               | 5  | Mirko Braun     |
| CB               | 6  | Zdravko Rauš    |
| LB               | 3  | Vlatko Marković |
| CM               | 4  | Željko Perušić  |
| CM               | 8  | Zdenko Kobešćak |
| RW               | 7  | Dražan Jerković |
| CF               | 9  | Tomislav Knez   |
| CF               | 10 | Željko Matuš    |
| LW               | 11 | Stjepan Lamza   |
| Coach:           |    |                 |
| Milan Antolković |    |                 |

Overige Europese Bekertoernooien: UEFA Champions League · UEFA Europa Conference League · UEFA Super Cup · Europacup I (Beker der Landskampioenen) · Europacup II (Beker der Bekerwinnaars) · UEFA Intertoto Cup